# Großsteingrab Ganløse Ore 1
Das Großsteingrab Ganløse Ore 1 ist eine megalithische Grabanlage der jungsteinzeitlichen Nordgruppe der Trichterbecherkultur im Kirchspiel Ganløse in der dänischen Kommune Egedal.

## Lage
Das Grab liegt ostnordöstlich von Ganløse im Südwesten des Waldgebiets Ganløse Ore. In der näheren Umgebung gibt bzw. gab es zahlreiche weitere megalithische Grabanlagen.

## Forschungsgeschichte
Im Jahr 1942 führten Mitarbeiter des Dänischen Nationalmuseums eine Dokumentation der Fundstelle durch. 1982 erfolgte eine weitere Dokumentation.

## Beschreibung
Die Anlage besaß ursprünglich eine längliche Hügelschüttung, die durch starke Grabungsaktivität heute wie zwei Hügel erscheint. Der westliche Hügel ist rundlich. Er hat eine Länge von 5 m, eine Breite von 3 m und eine Höhe von 0,75 m. Der östliche Hügel ist halbmondförmig und nordwest-südöstlich orientiert. Er hat eine Länge von 12 m, eine Breite von 9 m und eine Höhe von 1,7 m. Von der Umfassung sind vier Steine im Süden, drei im Norden und zwei im Osten erhalten.
Zwischen den beiden Hügelresten befindet sich eine weitgehend zerstörte Grabkammer. Erhalten sind zwei im rechten Winkel zueinander stehende Wandsteine und ein westlich davon liegender Stein mit einer Länge von 2 m und einer Breite von 1,5 m, vermutlich ein verlagerter Deckstein. 3 m östlich der Kammer befindet sich eine Grube mit einem Durchmesser von 2 m und einer Tiefe von 0,5 m. Am Boden der Grube wurde ein Steinpflaster festgestellt. Der genaue Grabtyp lässt sich nicht sicher bestimmen.